# Аврокар
Avro Canada VZ-9 Avrocar, или накратко „Аврокар“, е вертикално излитащ и кацащ летателен апарат на „Авро Канада“, разработен тайно в края на 1950-те години за армията и ВВС на САЩ. Използващ  ефекта на Коанда и снабден с един турбореактивен двигател, Аврокар е бил замислен като динамичен летателен апарат с голяма маневреност. Създадени биват два прототипа – единият като проект за изтребител от съвсем ново поколение за ВВС, а другият – като леко транспортно и офанзивно средство за сухопътните войски. При изпитанията и на двата прототипа излизат наяве редица проблеми, свързани с тягата и стабилността на машината. Финансирането на проекта е прекратено, което слага край на цялата програма през септември 1961 г.

## Кратка история
Концепцията на Аврокар се появява вследствие на серия от свободни научни изследвания без зададена цел в областта на аеронавтиката. В същото време се засилва интересът на авиоконструкторите към самолетите с вертикално излитане и кацане, които в случай на ядрена война в Европа биха могли да излитат и кацат на импровизиран терен. Дизайнерът Джон Фрост, работил преди това за редица британски конструкторски бюра, разработва нов реактивен двигател с отлична ефективност и тяга, както и концептуална машина с кръгла форма, задвижвана от този двигател.
Краят на 1950-те години се характеризира с голяма конкуренция между различни бюра, всяко от които предлага собствени проекти за новаторски летателни апарати. Въпреки първоначалните отпуснати от ВВС на САЩ средства за разработка и внедряване на Аврокар в употреба, проектът е отхвърлен, а финансирането му – спряно. Аврокар се доказва като изключително трудна (макар и балансирана) за управление машина, с трудно управляема тяга и малък товарен капацитет. Други сериозни проблеми са шумът, ниската аеродинамичност на корпуса и високата температура, отделяна от двигателя при работа. Аврокар обаче поставя началото на самолетите с вертикално излитане и кацане и оставя сериозна следа в самолетостроенето.
И двете „летящи чинии“ са съхранени в музеи – първият Аврокар се намира в Националния аерокосмически музей в Мериленд, САЩ, а другият – в Американския военно-транспортен музей във Вирджиния.